# Mutualité fonction publique
La Mutualité fonction publique (MFP) est un regroupement de mutuelles de fonctionnaires en France, qui rassemble cinq millions d'assurés et ayants droit (adhérents actifs ou retraités).
La MFP gère le régime obligatoire de sécurité sociale des agents de la fonction publique de l’État, des collectivités territoriales et de la Fonction publique hospitalière. Elle assure la gestion de leur complémentaire santé par l’intermédiaire de l’Union MFP Services.
Plusieurs mutuelles de la fonction publique ont opéré un rapprochement avec la CNAMTS pour réduire leurs coûts de gestion,

## Historique
La MFP est issue de la Fédération nationale des mutuelles de fonctionnaires et agents de l’État (FNMFAE) et a été créée en 1945.
La MFP a rassemblé jusqu'à 34 mutuelles adhérentes, issues de la fonction publique d'état, territoriale et hospitalière.
Depuis octobre 2010, elle fédère 17 mutuelles et unions de mutuelles de fonctionnaires.

## Liste des mutuelles associées

### Dans la Fonction publique d’État
- Caisse nationale du gendarme - Mutuelle de la gendarmerie (CNG-MG)
- Mutuelle de l'Institut national de la statistique et des études économiques (INSEE)
- Mutuelle de l'armée de l'air (MAA)
- Intériale Mutuelle (INTERIALE)
- Mutuelle des affaires étrangères (MAEE)
- MASFIP
- Mutuelle civile de la défense (MCDEF)
- Mutuelle centrale des finances (MCF)
- Mutuelle des douanes (MDD)
- Mutuelle familiale France et Outre-Mer (MFFOM)
- Mutuelle générale des affaires sociales (MGAS)
- Mutuelle générale de l’économie, des finances et de l'industrie (MGEFI)
- Mutuelle générale de l’Éducation nationale (MGEN)
- Mutuelle du ministère de la Justice (MMJ)
- Mutuelle nationale de l'entraide administrative (MNEA)
- Mutuelle nationale militaire (MNM)
- Mutuelle du personnel de la Caisse des dépôts et consignations (MPCDC)
- Union nationale des mutuelles de fonctionnaires territoriaux (UNMFT)
- Union nationale des mutuelles de la santé (UNS)

### Dans la Fonction publique territoriale
- Mutuelle nationale des fonctionnaires des collectivités territoriales (MNFCT)
- Mutuelle nationale territoriale (MNT)

### Dans la Fonction publique hospitalière
- Mutuelle nationale des hospitaliers et des professionnels de la santé et du social (MNH)

## Directions

### Présidences
- Serge Brichet, nommé en octobre 2014[5].
- Maurice Duranton[6].